# Редкин, Николай Васильевич
Никола́й Васи́льевич Ре́дкин (1922—2000) — полковник Советской Армии, участник Великой Отечественной войны, Герой Советского Союза (1943).

## Биография
Николай Редкин родился 24 июня 1922 года в селе Зубрилово (ныне — Тамалинский район Пензенской области). С 1937 года проживал в Нижнем Тагиле, окончил там семь классов школы, после чего работал на Уралвагонзаводе. В июне 1942 года Редкин был призван на службу в Рабоче-крестьянскую Красную Армию. В 1943 году он ускоренным курсом окончил Тюменское пехотное училище. С июня того же года — на фронтах Великой Отечественной войны. В боях три раза был ранен.
К сентябрю 1943 года лейтенант Николай Редкин командовал пулемётным взводом 836-го стрелкового полка 240-й стрелковой дивизии 38-й армии Воронежского фронта. Отличился во время битвы за Днепр. 28 сентября 1943 года взвод Редкина одним из первых переправился через Днепр в районе села Лютеж Вышгородского района Киевской области Украинской ССР и принял активное участие в боях за захват и удержание плацдарма на его западном берегу. 4 октября 1943 года в критический момент боя Редкин заменил собой погибших пулемётчиков и лично уничтожил 20 вражеских солдат и офицеров. В ночь с 6 на 7 октября во время боя за Лютеж он лично уничтожил 3 вражеских солдат, а на следующий день — ещё около 30 солдат и офицеров.
Указом Президиума Верховного Совета СССР 13 ноября 1943 года за «мужество и героизм, проявленные при форсировании Днепра и удержании плацдарма» лейтенант Николай Редкин был удостоен высокого звания Героя Советского Союза с вручением ордена Ленина и медали «Золотая Звезда» за номером 2251.
Был знаком и неоднократно вместе охотился с маршалом Г. К. Жуковым, который подарил Редкину по окончании службы американский джип Willys MB. На этом автомобиле Николай Васильевич ездил до переезда из Черкасс в Березники в конце 1990-х годов. При переезде он продал джип Киевской киностудии.

Бюст на Аллее Героев в Тамале

После окончания войны Редкин продолжил службу в Советской Армии. В 1962 году он окончил курсы «Выстрел». В 1973 году в звании полковника Редкин был уволен в запас. Проживал и работал сначала в Черкассах, затем в городе Березники Пермской области. Умер 30 марта 2000 года.
Был также награждён орденами Красного Знамени, Отечественной войны 1-й и 2-й степеней, рядом медалей.

## Увековечение памяти
Бюст Редкина установлен в посёлке Тамала на Аллее Героев у мемориала жителям Тамалинского района Пензенской области — участникам Великой Отечественной войны.